# Jupiler Pro League de 2010–11
A temporada 2010-11 do Campeonato Belga de Futebol (também conhecida como Jupiler Pro League por razões de patrocínio) será a 108ª edição da mais importante competição da Bélgica. Anderlecht é o atual campeão. 
Pela segunda vez, um sistema de play-off será usado para determinar o campeão belga (disputado pelo seis primeiros times da temporada regular) e as equipes que irão disputar as competições europeias (as equipes posicionada de 7º a 14º lugar irão disputar um play-off com a possibilidade do ganhador "roubar" uma vaga do pior colocado do Top 6 play-off). Na questão do rebaixamento, os dois últimos lugares disputarão um play-off de 5 partidas, com o penúltimo lugar ganhando três pontos de bonificação e 3 mandos de campo. O perdedor será rebaixado e o vencedor irá disputar um play-off contra o 3°, o 4° e o 5° colocado da 2ª divisão por um chance de permanecer na 1ª divisão.

## Mudanças de times
- Mouscron faliu durante a temporada passada e foi rebaixado.
- Lierse foi promovido.
- Roeselare foi rebaixado depois e perder nos play-offs. Ele foi substituído pelo Eupen, ganhador dos play-offs, que nunca jogou antes na primeira divisão.

## Times

### Estádios e locais
| Clube                     | Cidade       | Estádio                          | Capacidade |
| ------------------------- | ------------ | -------------------------------- | ---------- |
| R.S.C. Anderlecht         | Anderlecht   | Constant Vanden Stock Stadium    | 28,063     |
| Cercle Brugge K.S.V.      | Brugge       | Jan Breydel Stadium              | 29,415     |
| R. Charleroi S.C.         | Charleroi    | Stade du Pays de Charleroi       | 24,891     |
| Club Brugge K.V.          | Brugge       | Jan Breydel Stadium              | 29,415     |
| KAS Eupen                 | Eupen        | Kehrweg Stadion                  | 5,366      |
| K.R.C. Genk               | Genk         | Cristal Arena                    | 24,900     |
| K.A.A. Gent               | Ghent        | Jules Ottenstadion               | 12,919     |
| K.F.C. Germinal Beerschot | Antwerp      | Estádio Olímpico de Antuérpia    | 12,771     |
| KV Kortrijk               | Kortrijk     | Guldensporen Stadion             | 9,500      |
| Lierse S.K.               | Lier         | Herman Vanderpoortenstadion      | 14,538     |
| KSC Lokeren               | Lokeren      | Daknamstadion                    | 10,000     |
| KV Mechelen               | Mechelen     | Veolia Stadium Achter de Kazerne | 13,123     |
| K. Sint-Truidense V.V.    | Sint-Truiden | Staaienveld                      | 11,250     |
| Standard Liège            | Liège        | Stade Maurice Dufrasne           | 30,000     |
| KVC Westerlo              | Westerlo     | Het Kuipje                       | 8,200      |
| SV Zulte-Waregem          | Waregem      | Regenboogstadion                 | 8,500      |

| Clube                     | Presidente         | Técnico atual       | Capitão do time         | Patrocinador        |
| ------------------------- | ------------------ | ------------------- | ----------------------- | ------------------- |
| R.S.C. Anderlecht         | Roger Vanden Stock | Ariël Jacobs        | Olivier Deschacht       | BNP Paribas Fortis  |
| Cercle Brugge K.S.V.      | Frans Schotte      | Bob Peeters         | Denis Viane             | A D M B             |
| R. Charleroi S.C.         | Abbas Bayat        | László Csaba        | Maxime Brillault        | VOO                 |
| Club Brugge K.V.          | Pol Jonckheere     | Adrie Koster        | Carl Hoefkens           | Dexia               |
| KAS Eupen                 | Dieter Steffens    | Albert Cartier      | Marc Hendrickx          |                     |
| K.R.C. Genk               | Herbert Houben     | Franky Vercauteren  | João Carlos             | Euphony             |
| K.A.A. Gent               | Ivan De Witte      | Francky Dury        | Bernd Thijs             | VDK                 |
| K.F.C. Germinal Beerschot | Jos Verhaegen      | Jacky Mathijssen    | Philippe Clement        | Quick               |
| KV Kortrijk               | Jozef Allijns      | Hein Vanhaezebrouck | Karim Belhocine         | Digipass, da VASCO  |
| Lierse S.K.               | Maged Samy         | Eric Van Meir       | Jurgen Cavens           | Wadi Degla          |
| KSC Lokeren               | Roger Lambrecht    | Peter Maes          | Killian Overmeire       | Q-Team VP Lambrecht |
| KV Mechelen               | Johan Timmermans   | Marc Brys           | Jonas Ivens             | Telenet             |
| K. Sint-Truidense V.V.    | Roland Duchâtelet  | Guido Brepoels      | Peter Delorge           | Belisol             |
| Standard Liège            | Reto Stiffler      | Dominique D'Onofrio | Steven Defour           | Nationale Loterij   |
| KVC Westerlo              | Herman Wijnants    | Jan Ceulemans       | Jef Delen               | Willy Naessens      |
| SV Zulte-Waregem          | Willy Naessens     | Hugo Broos          | Ludwin Van Nieuwenhuyze | Enfinity, Petrus    |

### Mudanças de técnicos

#### Durante a pré-temporada
| Clube              | Técnico de saída   | Razão da saída                         | Data da saída            | Substituído por     | Data em que ele assumiu |
| ------------------ | ------------------ | -------------------------------------- | ------------------------ | ------------------- | ----------------------- |
| Charleroi          | Tommy Craig        | Demitido                               | 14 de abril de 2010      | Jacky Mathijssen    | 4 de junho de 2010      |
| Lokeren            | Emilio Ferrera     | Fim de contrato                        | 26 de abril de 2010      | Peter Maes          | 20 de maio de 2010      |
| Germinal Beerschot | Jos Daerden        | Fim de contrato                        | Fim da temporada 2009-10 | Glen De Boeck       | 21 de maio de 2010      |
| Kortrijk           | Georges Leekens    | Assinou com a Seleção Belga de Futebol | 5 de maio de 2010        | Hein Vanhaezebrouck | 6 de junho de 2010      |
| Mechelen           | Peter Maes         | Assinou com o Lokeren                  | 20 de maio de 2010       | Marc Brys           | 27 de maio de 2010      |
| Cercle Brugge      | Glen De Boeck      | Assinou com o Germinal Beerschot       | 21 de maio de 2010       | Bob Peeters         | 26 de maio de 2010      |
| Gent               | Michel Preud'homme | Assinou com o Twente                   | 23 de maio de 2010       | Francky Dury        | 10 de junho de 2010     |
| Zulte-Waregen      | Francky Dury       | Assinou com o Gent                     | 10 de junho de 2010      | Bart De Roover      | 11 de junho de 2010     |

#### Durante a temporada
| Clube              | Técnico de saída | Razão da saída   | Data da saída          | Substituído por  | Data em que ele assumiu | Posição na tabela |
| ------------------ | ---------------- | ---------------- | ---------------------- | ---------------- | ----------------------- | ----------------- |
| Eupen              | Dany Ost         | Contrato rompido | 4 de setembro de 2010  | Ezio Capuano     | 7 de setembro de 2010   | 16ª               |
| Lierse             | Aimé Anthuenis   | Demitido         | 19 de setembro de 2010 | Eric Van Meir    | 19 de setembro de 2010  | 15ª               |
| Charleroi          | Jacky Mathijssen | Demitido         | 20 de setembro de 2010 | László Csaba     | 23 de setembro de 2010  | 14ª               |
| Eupen              | Ezio Capuano     | Contrato rompido | 24 de setembro de 2010 | Albert Cartier   | 24 de setembro de 2010  | 16ª               |
| Zulte-Waregen      | Bart De Roover   | Demitido         | 24 de outubro de 2010  | Hugo Broos       | 27 de outubro de 2010   | 12ª               |
| Germinal Beerschot | Glen De Boeck    | Demitido         | 29 de novembro de 2010 | Jacky Mathijssen | 2 de dezembro de 2010   | 13ª               |

## Temporada regular

### Classificação
| #  | Equipa             | J  | V  | E  | D  | GP | GC | SG  | Pts | Classificação                     |
| -- | ------------------ | -- | -- | -- | -- | -- | -- | --- | --- | --------------------------------- |
| 1  | Anderlecht         | 23 | 16 | 5  | 2  | 50 | 14 | +36 | 53  | Play-off do título 2010-11        |
| 2  | Genk               | 22 | 14 | 5  | 3  | 56 | 23 | +33 | 47  | Play-off do título 2010-11        |
| 3  | Gent               | 22 | 13 | 3  | 6  | 43 | 33 | +10 | 42  | Play-off do título 2010-11        |
| 4  | Clube Brugge       | 23 | 12 | 3  | 8  | 49 | 30 | +19 | 39  | Play-off do título 2010-11        |
| 5  | Cercle Brugge      | 21 | 10 | 5  | 6  | 30 | 25 | +5  | 35  | Play-off do título 2010-11        |
| 6  | Lokeren            | 21 | 9  | 8  | 4  | 31 | 26 | +5  | 35  | Play-off do título 2010-11        |
| 7  | Standard           | 22 | 10 | 3  | 9  | 38 | 29 | +9  | 33  | Playoff da Liga da Europa 2010-11 |
| 8  | Mechelen           | 20 | 9  | 6  | 5  | 28 | 21 | +7  | 33  | Playoff da Liga da Europa 2010-11 |
| 9  | KV Kortrijk        | 22 | 9  | 4  | 9  | 26 | 25 | +1  | 31  | Playoff da Liga da Europa 2010-11 |
| 10 | Westerlo           | 22 | 7  | 7  | 8  | 29 | 30 | −1  | 28  | Playoff da Liga da Europa 2010-11 |
| 11 | Zulte Waregem      | 22 | 6  | 10 | 6  | 32 | 29 | +3  | 28  | Playoff da Liga da Europa 2010-11 |
| 12 | Sint-Truiden       | 21 | 6  | 2  | 13 | 14 | 43 | −29 | 20  | Playoff da Liga da Europa 2010-11 |
| 13 | Germinal Beerschot | 21 | 4  | 7  | 10 | 15 | 28 | −13 | 19  | Playoff da Liga da Europa 2010-11 |
| 14 | Eupen              | 22 | 4  | 4  | 14 | 23 | 42 | −19 | 16  | Playoff da Liga da Europa 2010-11 |
| 15 | Lierse             | 22 | 2  | 7  | 13 | 17 | 48 | −31 | 13  | Play-off do rebaixamento 2010-11  |
| 16 | Charleroi          | 22 | 1  | 5  | 16 | 12 | 47 | −35 | 8   | Play-off do rebaixamento 2010-11  |

Última atualização em 21 de janeiro de 2011
Fonte: soccerway.com
Regras para classificação: 1º pontos 2º número de vitórias; se os times ainda empatarem, um play-off será organizado.
(C) = Campeão; (R) = Rebaixado; (P) = Promovido; (O) = Vencedor do play-off; (A) = Classificado para a próxima fase. 
Somente aplicável se a temporada não tiver terminado: 
(Q) = Classificado para a fase do torneio indicada; (TQ) = Classificado para o torneio, mas não para a fase indicada; (DQ) = Desclassificado do torneio.

### Resultados
| Casa / Fora[1]     | Anderlecht | Cercle Brugge | Charleroi | Club Brugge | Eupen | Genk | Gent | Germinal Beerschot | Kortrijk | Lierse | Lokeren | Mechelen | Sint-Truiden | Standard | Westerlo | Zulte-Waregem |
| Anderlecht         |            |               | 4–1       | 2–2         | 4–1   |      |      | 4–0                | 3–0      | 6–0    | 0–0     | 5–0      |              | 2–0      | 2–0      | 0–0           |
| Cercle Brugge      | 1–0        |               | 1–1       | 3–1         | 2–1   |      | 0–1  | 1–1                | 2–1      | 3–0    | 1–1     |          | 4–2          | 1–0      |          | 1–3           |
| Charleroi          | 0–0        | 0–52          |           | 0–5         | 2–0   | 1–3  | 1–3  |                    | 0–0      | 0–1    | 1–2     | 0–0      |              |          | 0–1      |               |
| Clube Brugge       | 0–2        | 0–1           | 5–0       |             | 4–0   | 2–2  | 3–2  |                    |          | 2–0    |         | 1–2      | 4–1          | 2–2      | 4–3      |               |
| Eupen              |            |               | 1–0       | 1–4         |       | 1–4  | 0–3  | 0–1                | 3–1      | 2–2    | 0–1     | 0–1      | 6–0          |          | 0–1      |               |
| Genk               | 1–2        | 3–0           | 5–0       |             | 5–1   |      | 1–2  | 2–1                | 3–2      | 4–1    | 3–1     |          |              | 4–2      |          | 3–0           |
| Gent               | 1–2        |               | 2–1       | 0–2         | 2–1   | 0–4  |      | 1–0                | 2–0      |        | 2–1     | 3–1      | 2–0          |          | 4–4      | 5–3           |
| Germinal Beerschot | 0–1        | 0–0           | 1–0       | 2–1         | 0–0   | 0–1  |      |                    |          | 1–1    |         |          | 0–0          | 0–1      | 0–0      | 3–0           |
| KV Kortrijk        | 0–2        |               |           | 1–0         | 3–1   | 1–0  |      | 4–0                |          | 3–1    | 0–0     | 1–0      | 2–0          | 2–1      | 1–2      |               |
| Lierse             | 1–1        | 0–1           |           |             |       | 1–1  | 2–2  |                    | 1–2      |        | 2–2     |          | 1–2          | 1–4      | 2–1      | 0–0           |
| Lokeren            | 0–3        |               |           | 1–0         |       | 2–2  | 3–2  | 1–0                | 1–1      |        |         | 3–1      | 3–0          | 2–1      | 3–1      |               |
| Mechelen           |            | 2–2           | 2–0       | 0–1         |       | 2–2  |      | 5–1                |          | 1–0    | 2–0     |          | 0–0          | 1–0      |          | 0–0           |
| Sint-Truiden       | 0–2        |               | 3–2       | 2–1         |       | 0–2  |      |                    | 1–0      | 1–0    |         | 0–53     |              | 1–0      | 1–2      | 0–3           |
| Standard           | 5–1        | 2–0           | 2–1       |             | 1–3   |      | 2–1  |                    | 1–0      | 7–0    | 3–3     |          | 1–0          |          |          | 1–1           |
| Westerlo           |            | 2–1           |           | 1–2         | 1–1   | 1–1  | 0–1  | 1–1                |          | 2–0    |         | 1–1      | 3–0          | 1–2      |          | 1–1           |
| Zulte Waregem      | 1–2        | 4–0           | 1–1       | 2–3         | 0–0   |      | 2–2  | 4–3                | 1–1      |        | 1–1     | 1–2      |              | 2–0      | 2–0      |               |

Última atualização em 26 de dezembro de 2010.
Fonte: Soccerway
1O time da casa (mandante) está listado na coluna da esquerda.
Cores:      Azul = time da casa vence;      Amarelo = empate;      Vermelho = time visitante vence.

## Artilheiros
- 16 gols

 Jelle Vossen (Genk)
- 14 gols

 Ronald Vargas (Club Brugge)
- 10 gols

 Perišić (Club Brugge)